# 황목
황목(荒木)씨는 일본 아라키에서 유래한 한국의 성씨이다. 2015년 대한민국 통계청 인구조사에서 5명으로 조사되었다. 본관은 동문(東門) 단본이다. 인물로는 전 야구 선수 황목치승이 있다.

## 같이 보기
- 아라키
- 한국의 복성
- 황목치승